# Mastodon (red social)
Mastodon es una red social libre, y descentralizada de microblogueo, que utiliza el protocolo de red ActivityPub para que sus usuarios puedan comunicarse entre sí desde distintos servidores que conforman el Fediverso. Mastodon es desarrollado por voluntarios, y por la organización sin ánimo de lucro Mastodon gGbmH.
Mastodon fue originalmente creado por el programador alemán Eugen Rochko, y fue lanzado junto con el dominio «mastodon.social» en octubre de 2016, como una alternativa libre y descentralizada a X (anteriormente Twitter).

## Historia

Mascota actual de Mastodon (2020).

### Década de 2010
Mastodon fue lanzado en el año 2016 junto a su principal servidor (también llamado instancia) mastodon.social, bajo la Licencia Pública General GNU, desarrollado a partir del proyecto de Richard Stallman, GNU Social; asemejándose a la plataforma de microblogueo, Twitter, tanto en diseño como en funciones. Mastodon se creó como una red social descentralizada, es decir, que puede ser manejada por los usuarios de su comunidad, utilizando el sistema de instancias descentralizadas y conectadas entre sí.
Según Le Monde a inicios de abril de 2017 existían 50 instancias interconectadas, y estas han ido aumentando a centenares.

### Década de 2020
Tras la reciente compra de Twitter por parte de Elon Musk (el 27 de octubre de 2022), los grandes cambios en la plataforma por parte de su nuevo dueño causaron una migración masiva de usuarios de Twitter hacia otras plataformas, como Mastodon y Discord, llegándose a registrar más de 70.000 cuentas nuevas en la plataforma según Mastodon, causando una sobrecarga en los servidores. Los nuevos usuarios argumentan su migración debido al escepticismo hacia Musk, la inconformidad con las reglas de moderación o los radicales cambios que atraviesa la plataforma por órdenes de su nuevo dueño.
La cantidad de usuarios seguiría creciendo exponencialmente hasta llegar a los 2.5 millones de usuarios mensuales en la plataforma a mediados de diciembre de 2022.
El 13 de diciembre de 2023, tras el comienzo de la implementación del protocolo ActivityPub por parte de la plataforma de microblogging de Meta, Threads, los usuarios de Mastodon han tenido diversas opiniones en cuanto a permitir a la plataforma de Mark Zuckerberg conectarse a Mastodon; varias instancias de Mastodon tras la noticia han empezado a bloquear el dominio de Threads impidiendo la comunicación entre la instancia y la plataforma privativa, justificando que dicha empresa tiene comportamientos corporativos incorrectos; mientras que otros usuarios reciben con cordialidad la "federación" de Threads con los demás servicios del Fediverso.

## Características
Mastodon es software libre y de código abierto, publicado en GitHub bajo la licencia AGPLv3.
Los usuarios de Mastodon están distribuidos en distintos servidores independientes (También llamados «instancias»), que pueden comunicarse entre sí a través del protocolo de red ActivityPub. Debido a esto, Mastodon es capaz de comunicarse a otros servicios, que forman una red llamada Fediverso.
En la actualidad existen alrededor de 9000 servidores o «instancias» de Mastodon.
Los usuarios publican estados de hasta 500 caracteres (dependiendo de la instancia), también se puede añadir imágenes, vídeos, gifs, audio, etiquetas, y menciones a otros usuarios.También se puede marcar el contenido como NSFW, y elegir la visibilidad de cada estado, pudiendo hacer el estado público, o privado solo para los seguidores del usuario.

### Administración
Cada instancia es autogestionada por su propio equipo de administración. Los administradores de cada instancia deciden sus políticas de uso, y se encargan de la moderación de sus usuarios. Además, regulan las interacciones con otras instancias principalmente debido a los conflictos culturales que conlleva la libertad de expresión.Esto quiere decir, que un administrador puede bloquear el acceso a su instancia a otros usuarios e instancias.
Esto implica que no existe ningún código ético ni de moderación único para todo Mastodon, sino que cada instancia se encarga de su propia administración.
Los administradores también pueden decidir si la instancia puede ser accedida por el público en general, o si se requiere de solicitud para unirse. Existen instancias para grupos específicos de personas, como artistas, músicos, aficionados al cine, a los videojuegos, etc.

### Cuenta de usuario
Cada usuario tiene un identificador único como por ejemplo «@usuario@instancia.com». Este identificador se compone de dos partes; la primera es el nombre de este usuario «@usuario», y la segunda su instancia «@instancia.com». Esto permite comunicarse con usuarios desde cualquier instancia.
Cada usuario puede establecer si permite ser seguido públicamente, o previo consentimiento. También puede bloquear, o silenciar, a otros usuarios.
Se emplea el término «local» para referirse a los usuarios registrados en una misma instancia y «federado» para los usuarios de toda la red.

## Aplicaciones disponibles
Mastodon está disponible para navegadores web de escritorio y móviles compatibles con HTML5. Gráficamente está inspirado en TweetDeck, con columnas separadas para el historial de estados locales y federados. El historial federado agrupa a todos los estados públicos en el Fediverso de forma similar a un agregador de redes sociales. La interfaz es personalizable.
A finales de 2016 la comunidad desarrolló aplicaciones móviles, Amaroq para iOS y Tusky para Android.
Desde julio de 2021 Mastodon tiene una aplicación oficial para iOS, mientras que la aplicación oficial para sistemas Android fue lanzada en abril de 2022.
A medida que la popularidad de Mastodon iba en aumento, se desarrollaban nuevas aplicaciones independientes para ser usadas en dicha plataforma, llegando a ser desarrolladas una cantidad considerable de aplicaciones para Android, iOS, Sailfish OS, Linux, y otros sistemas o entornos.

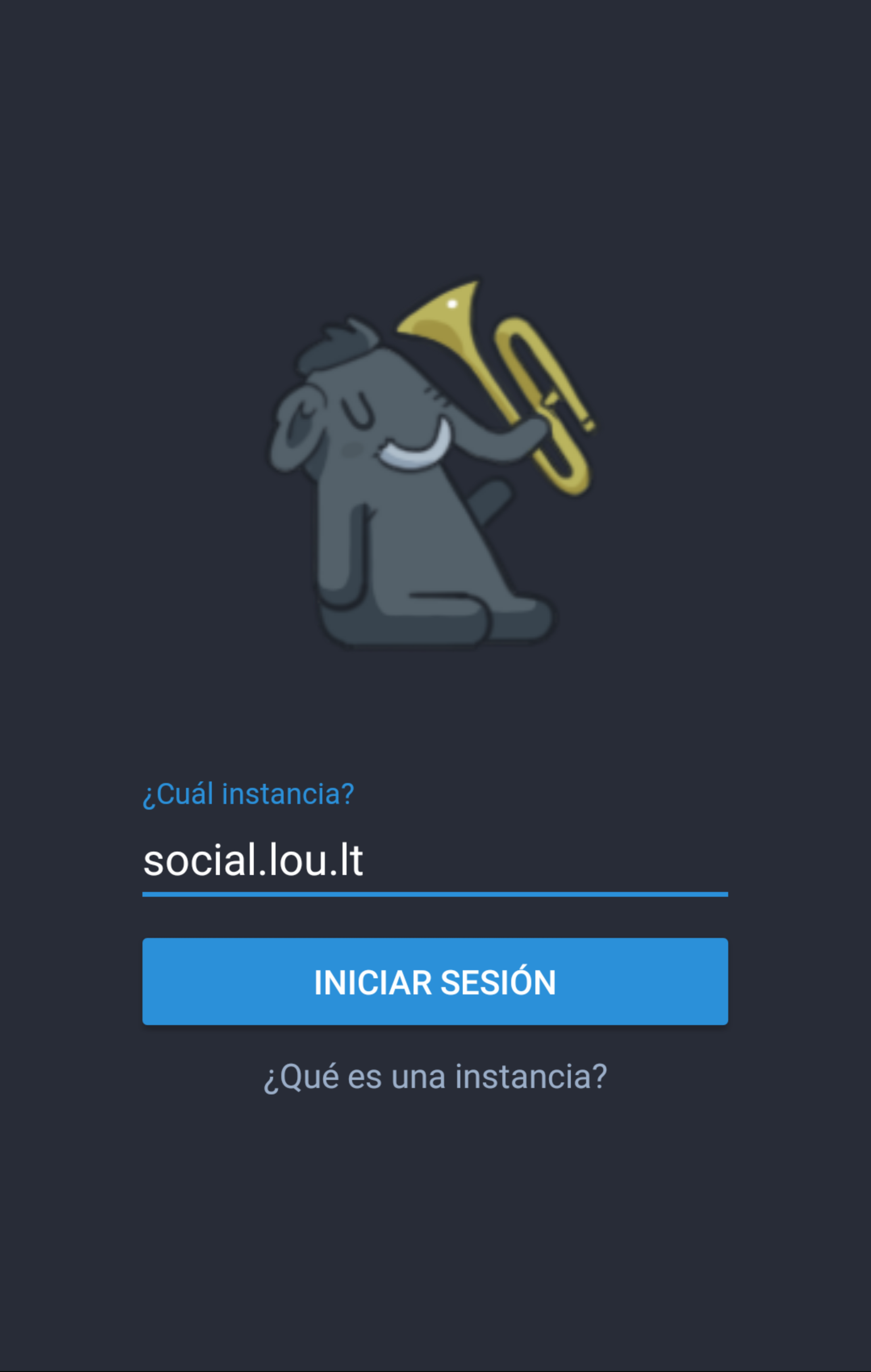
Inicio de la aplicación Tusky, cliente para Android
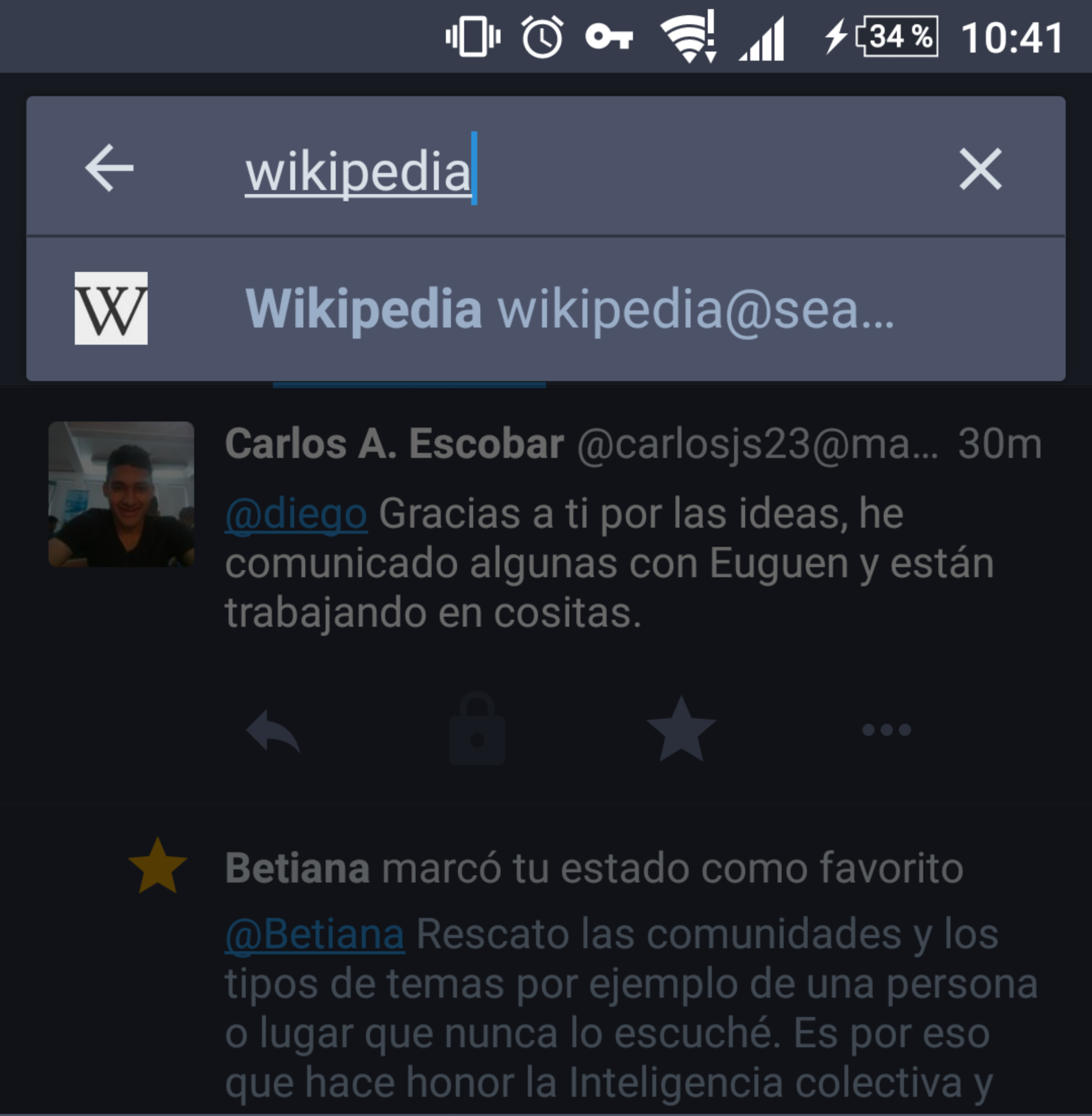
Buscador de contactos
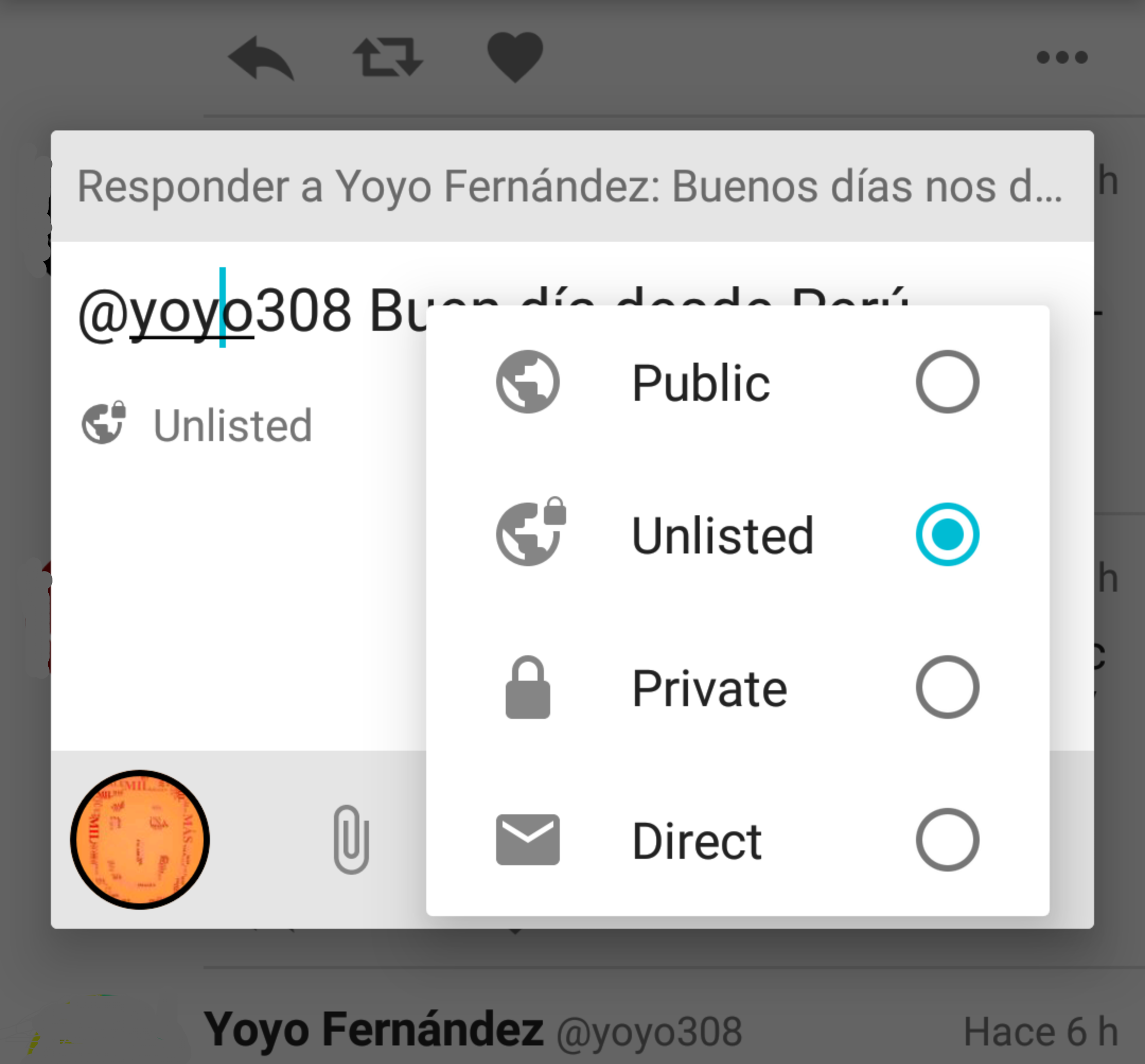
Selector de privacidad en el cliente Twidere, para Android.
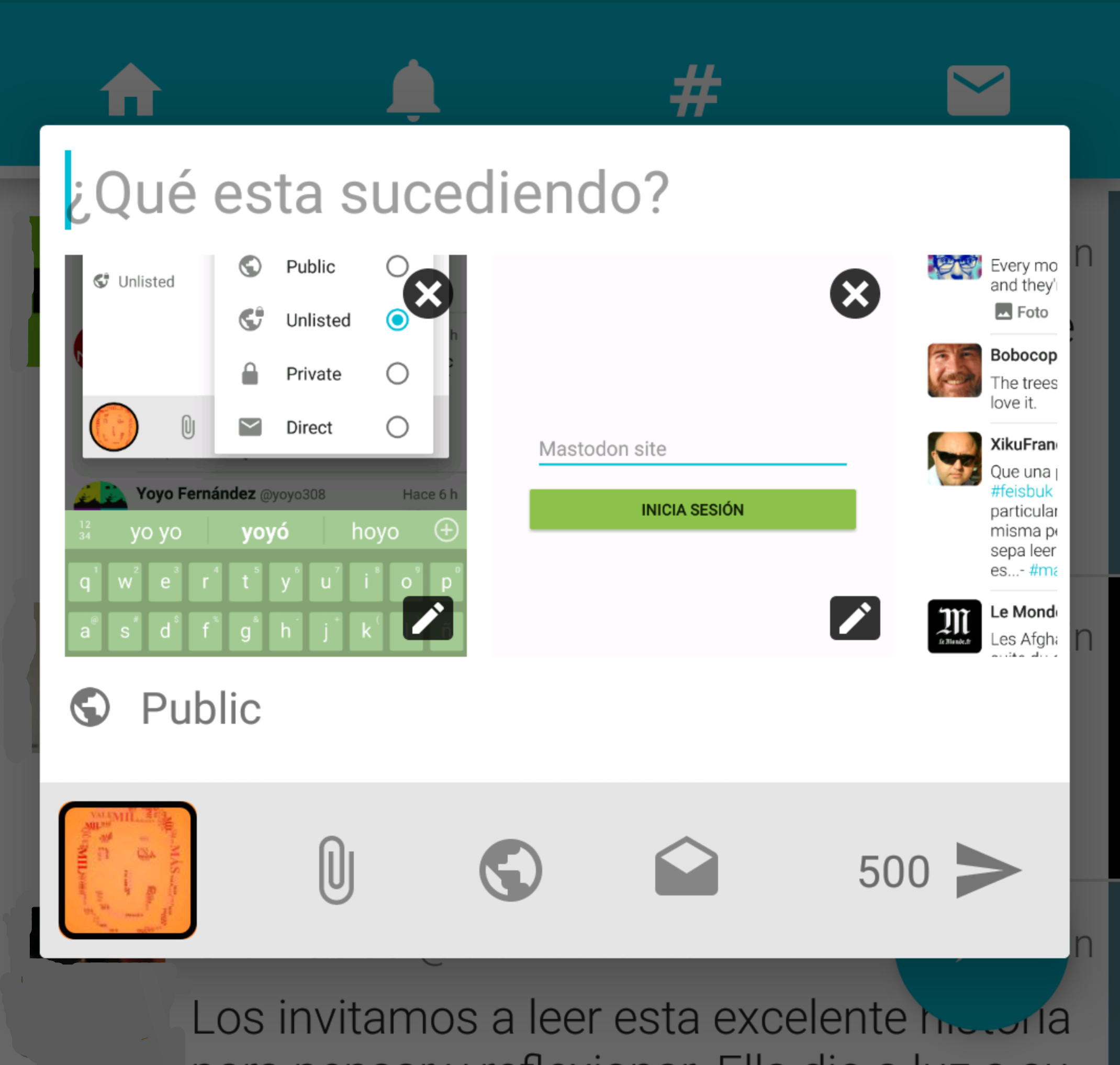
Adjuntado de imágenes en Twidere. El límite establecido varía en cada instancia.

## Desarrollo
Mastodon fue una respuesta para buscar una «alternativa viable a Twitter para construir comunidades». En una entrevista para Huffington Post, uno de los desarrolladores consideró que el crecimiento de instancias reduce la monopolización del servicio. La versión estable 1.0 fue lanzada en febrero de 2017.

### Información técnica
Aunque originalmente fue desarrollada  a partir de GNU Social, actualmente Mastodon está basada en el protocolo de comunicaciones ActivityPub. Puede interactuarse con instancias derivadas como Friendica con algunas limitaciones. También funciona con otros servicios basados en el protocolo OStatus como ActivityStreams, WebFinger, PubSubHubbub y Salmon.
Mastodon puede ser instalado y ejecutado en cualquier servidor Linux. Para ello solo requiere como base al lenguaje Ruby con paquetes complementarios como Node.js, PostgreSQL, Redis e ImageMagick. También puede ser desarrollado y ejecutado en Heroku.
Además de permitir contenido adjunto como vídeos, gifs e imágenes, el servidor implementa interfaces para comunicarse: un cliente RESTful con JSON para los estados en bruto, otro cliente de streaming para actualizaciones en tiempo real y el siguiente para las aplicaciones móviles como Tusky. También se emplea OAuth2 para autentificación. 

## Recepción
El 4 de abril de 2017 la instancia principal mastodon.social creció a 41.000 usuarios. Debido a la saturación, la página web invitó a registrarse en otras instancias. El diario Le Monde recopiló opiniones de los usuarios por su ambiente amigable en comparación con Diaspora*. Por otro lado, algunos editores criticaron su desarrollo temprano, fallas en el buscador de contactos y el diseño en las aplicaciones móviles.
El 15 de abril de 2017, alcanzó 200 000 registrados en el Fediverso. Casi la mitad de adoptados fueron de usuarios japoneses, entre ella la instancia «Pawoo» administrada por Pixiv que fue palabra tendencia durante dos días. El 17 de abril alcanzó los 340.000 usuarios con 600 instancias conectadas. El 6 de mayo alcanzó las 1700 instancias.
A finales de septiembre de 2018, Mastodon recibió una afluencia masiva de usuarios españoles, aparentemente como consecuencia del endurecimiento de las normas de conducta de Twitter y su persecución de ciertas cuentas por considerarlas ofensivas. Tuiteros consideraron la nueva política de esta red social como un recorte de la libertad de expresión y desembarcaron principalmente en la instancia «Mastodon.social». Según apuntan algunos observadores como causa de esta migración, «muchos usuarios se quejan de la falta de libertad de expresión y la corrección política llevada al extremo [en Twitter]. Los más veteranos, que llevan en esta red social desde sus inicios, añoran el buen ambiente y el sentido del humor que hubo en Twitter en una época ya lejana».
A pesar de que la banda de metal del mismo nombre sabía de la relación indirecta de ellos con la red social, los integrantes lo tomaron de forma humorística y positiva, como una estrategia de mercadotecnia.